# Julius Jürgensen
Julius Jürgensen (* 1. April 1896 in Flensburg; † 6. November 1957 in Berlin) war ein deutscher Politiker der KPD.

## Leben und Beruf

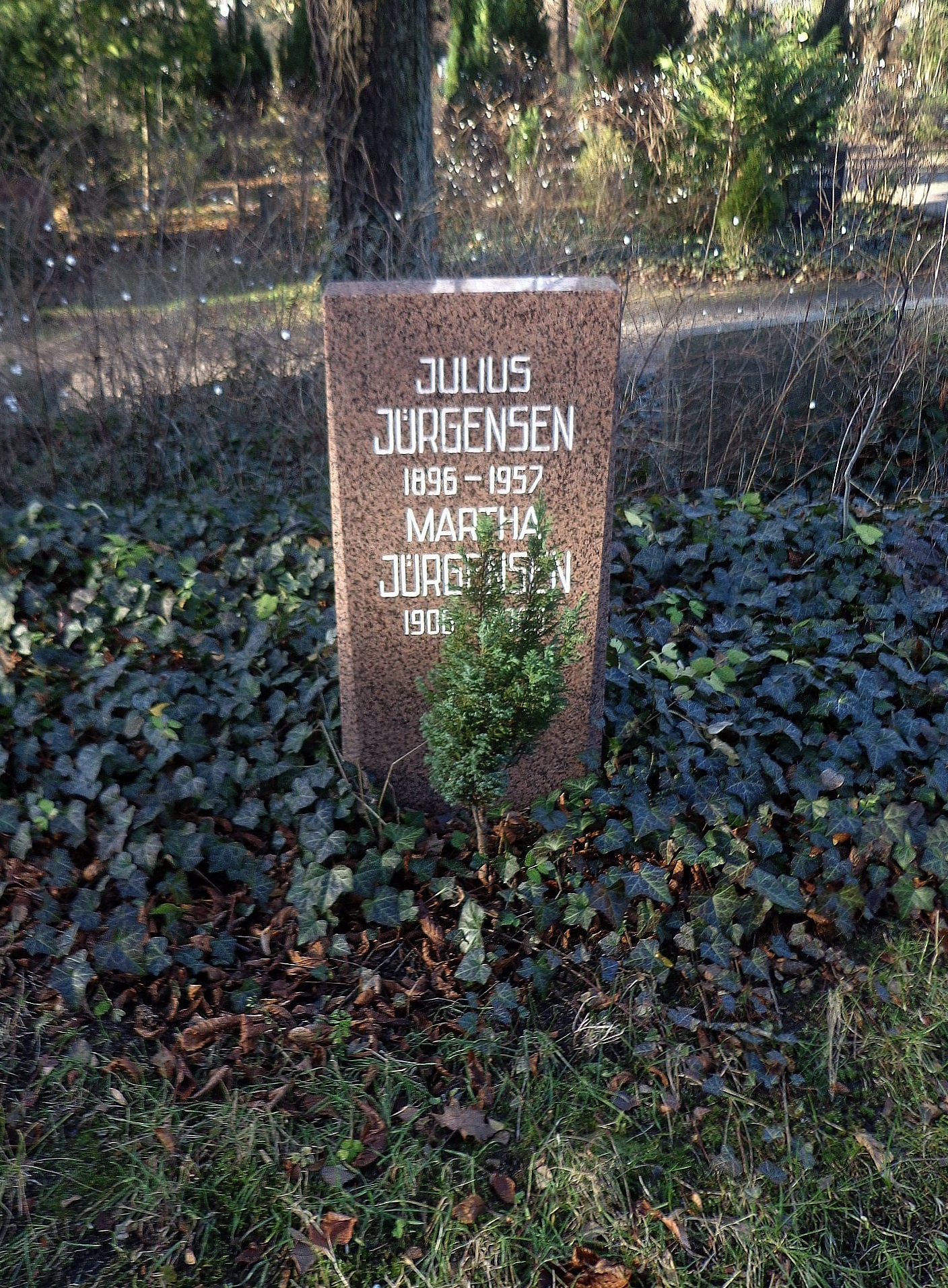
Grabstätte

Jürgensen war Fabrikarbeiter. Er war im Ersten Weltkrieg ab 1915 Soldat. Bei Kriegsende war er auf dem Balkan stationiert und wurde dort von seiner Artillerie-Einheit zum Soldatenrat gewählt. Nach der Machtübernahme der Nationalsozialisten wurde er von April bis November 1933 im KZ Glückstadt interniert. Als er entlassen wurde, arbeitete er als Möbelspediteur. 
1935 emigrierte er nach Dänemark. Er kam Anfang 1937 nach Spanien und kämpfte auf der Seite der Republik im Spanischen Bürgerkrieg. Er war Politkommissar der Artilleriebasis in Albacete. 1938 wurde er ausgebürgert. Nach der Niederlage der Republik in Spanien hielt er sich in Frankreich auf, wo er 1939/40 interniert und 1943 nach Deutschland ausgeliefert wurde. Ab Januar 1944 war Jürgensen Häftling im KZ Buchenwald, das am 11. April 1945 durch Angehörige der US-Armee befreit wurde. Danker und Lehmann-Himmel charakterisieren ihn in ihrer Studie über das Verhalten und die Einstellungen der Schleswig-Holsteinischen Landtagsabgeordneten und Regierungsmitglieder der Nachkriegszeit in der NS-Zeit als Widerstandsleistenden und „oppositionell-gemeinschaftsfremd“.
Nach dem KPD-Verbot 1956 siedelte Jürgensen in die DDR über und arbeitete dort am Institut für Marxismus-Leninismus beim ZK der SED. Er wurde 1957 mit dem Vaterländischen Verdienstorden der DDR in Silber ausgezeichnet.
Seine Urne und die seiner Frau Martha (1906–2003) wurden in der Gräberanlage Pergolenweg des Berliner Zentralfriedhofs Friedrichsfelde beigesetzt.

## Partei
Jürgensen war bereits seit 1920 Mitglied der KPD und gehörte seit 1931 dem regionalen Vorstand auf Sylt an. In Dänemark arbeitete er von 1935 bis 1937 in der dort legalen Emigrantenleitung von KPD und war Leiter des Flüchtlingskomitees der Roten Hilfe in Kopenhagen. Seine politische Aktivität in Spanien wurde von Spitzenkadern der Internationalen Brigaden scharf kritisiert. Nach dem Zweiten Weltkrieg gehörte er zu den führenden Mitgliedern des KPD-Bezirks Wasserkante (= Hamburg und Schleswig-Holstein) und seit Mitglied des KPD-Parteivorstandes, wo er bis 1954 die Abteilung Landwirtschaft leitete. Von 1954 bis 1956 war er Mitglied der Parteikontrollkommission.
Nach seiner Übersiedlung in die DDR wurde Jürgensen Mitglied der SED.

## Abgeordneter
Jürgensen war von 1929 bis 1933 Stadtverordneter in Westerland auf Sylt. Er gehörte 1946 dem Ernannten Landtag von Schleswig-Holstein an.